# Gröndals Idrottsklubb
O Gröndals Idrottsklubb, ou simplesmente Gröndals IK, é um clube de futebol da Suécia fundado em 16 de dezembro de 1928. Sua sede fica localizada em Estocolmo.